# Daniel Whitehouse
Daniel Whitehouse (Manchester, 12 de gener del 1995) és un ciclista britànic professional des del 2014.

## Palmarès
- 2016
  - 1r al Tour de Flores i vencedor d'una etapa
- 2017
  - Vencedor d'una etapa al Tour de les Filipines
  - Vencedor d'una etapa al Tour de Flores
  - Vencedor d'una etapa a la Volta al Singkarak